# Guerre anglo-hanséatique

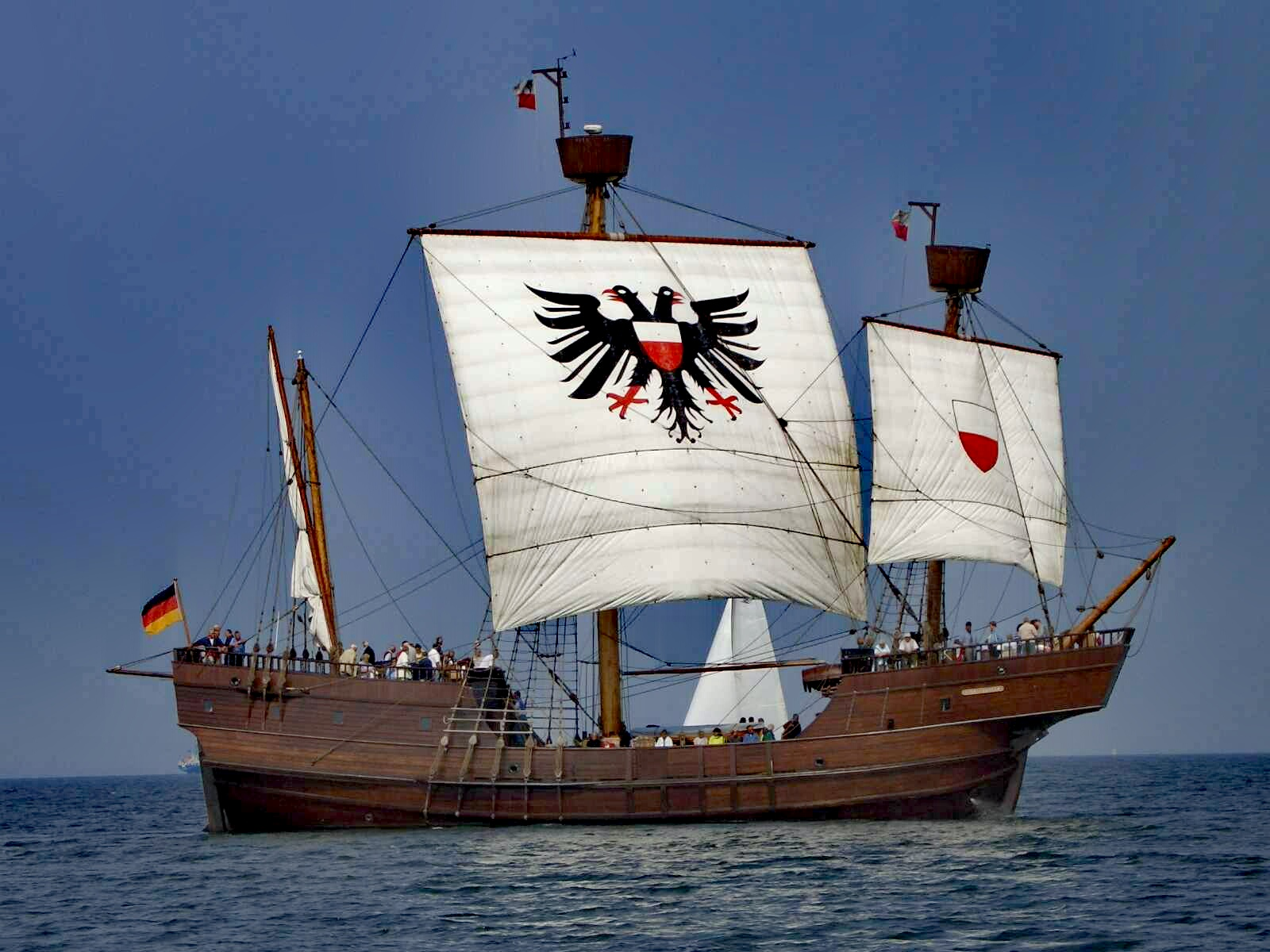
Lisa von Lübeck, reconstruction d'une cogue hanséatique du 15e siècle

La guerre anglo-hanséatique oppose de 1470 à 1474 l'Angleterre à la Ligue hanséatique menée par les villes de Danzig et de Lübeck.

## Histoire
Les ambitions commerciales de l'Angleterre provoquent alors de nombreuses tensions entre le royaume anglais et les villes de la Hanse et aboutissent à l'interdiction émise par la ligue hanséatique de faire du commerce avec les Anglais et la fermeture de l'accès à la mer Baltique aux navires britanniques.
La guerre se déroula dans la mer du Nord et dans la Manche suivant une stratégie appelée « guerre de course ». Un des personnages célèbres de la guerre est Paul Beneke, capitaine du Peter von Danzig.
La ville de Cologne s'oppose à la guerre et est temporairement exclue de la Ligue hanséatique. La guerre se termina grâce à la médiation de Charles le Téméraire par le traité d’Utrecht en 1474 qui étendit les privilèges de la Ligue hanséatique et rendit l'accès aux navires anglais à la mer Baltique.